# The Illusion of Safety
The Illusion of Safety è il secondo album in studio del gruppo musicale rock statunitense Thrice, pubblicato nel 2002.

## Tracce
1. Kill Me Quickly – 2:46
2. A Subtle Dagger – 1:48
3. See You in the Shallows – 2:35
4. Betrayal Is a Symptom – 2:49
5. Deadbolt – 3:00
6. In Years to Come – 2:16
7. The Red Death – 2:14
8. A Living Dance Upon Dead Minds – 3:32
9. Where Idols Once Stood – 3:08
10. Trust – 2:54
11. To Awake and Avenge the Dead – 3:06
12. So Strange I Remember You – 3:42
13. The Beltsville Crucible – 4:37

## Formazione
- Dustin Kensrue - voce, chitarra
- Teppei Teranishi - chitarra, cori
- Eddie Breckenridge - basso, cori
- Riley Breckenridge - batteria, percussioni